# ناحیه موماسه
ناحبه موماسه(به انگلیسی: Momase Region) یکی از ۴ ناحیه در تقسیمات کشوری پاپوآ گینه نو به شمار می رود. بزرگترین شهر این ناحیه لائه است ، لائه دومین شهر بزرگ کشور محسوب می شود.

## تقسیمات
این ناحیه خود از ۴ استان تشکیل می شود:
- سپیک شرقی
- مادانگ
- موروبه
- سپیک غربی(سانداون)